# Muel (Spagna)
Muel è un comune spagnolo di 1 108 abitanti situato nella comunità autonoma dell'Aragona.

## Storia
Centro di origine romana, conserva, di questo periodo, i resti di una diga sul fiume Huerva. Durante la dominazione islamica (VIII- XII secolo), si svilupparono in paese alcune importanti attività artigianali legate alla lavorazione della ceramica. Ancora nel XIX secolo erano in piena attività numerose manifatture che producevano pregevoli ceramiche di ogni tipo. Dopo un periodo di decadenza, negli ultimi decenni sta nuovamente tornando in auge questo tipo di artigianato grazie anche a una Scuola di Ceramica creata sul posto dagli organismi pubblici provinciali.